# フランクリン郡 (バーモント州)
フランクリン郡（英: Franklin County）は、アメリカ合衆国バーモント州北部の郡である。北はカナダ＝アメリカ合衆国国境であり、ケベック州と接している。人口は4万9946人（2020年）  。郡庁所在地はセントオールバンズであり、同郡で人口最大の都市である。
フランクリン郡はバーリントン都市圏に属している。

## 歴史
フランクリン郡は、1777年1月15日に、バーモントがニューヨークとは異なる国であることを宣言したとき、ニューヨークから割譲された土地に設立された数郡の1つである。この領域はマサチューセッツ、ニューハンプシャー、およびニューネーデルラントが領有を争っていたが、1764年7月20日、イギリス王ジョージ3世が、ニューハンプシャーとニューヨークの境界をコネチカット川の西岸に定め、南はマサチューセッツとの州境、北は北緯45度線に設定した。ニューヨークはオールバニ郡にその土地を割り当てた。1772年3月12日、オールバニ郡が分割されて、この地域はシャーロット郡となり、この状態はバーモントがニューヨークとイギリスから独立するまで続いたが、それで競合は終わらなかった。
1783年9月3日、パリ条約が調印された結果としてアメリカ独立戦争が終わり、イギリスはアメリカ合衆国の独立を認めた。バーモントとカナダのケベック州との国境は北緯45度線とされた。
2008年6月14日から17日に激しい嵐と洪水に襲われ、連邦政府はフランクリン郡周辺を災害地域に指定した。

## 地理
アメリカ合衆国国勢調査局に拠れば、郡域全面積は692平方マイル (1,792.3 km2)であり、このうち陸地637平方マイル (1,649.8 km2)、水域は55平方マイル (142.4 km2)で水域率は7.94%である。

### 隣接する郡
- オーリンズ郡 - 東
- ラモイル郡 - 南東
- チッテンデン郡 - 南西
- グランドアイル郡 - 西
- カナダ・ケベック州ブロム・ミシスクワ郡  - 北

### 国立保護地域
- ミシスコイ国立野生生物保護区

## 人口動態
以下は2000年国勢調査による人口統計データである。
| 基礎データ - 人口: 45,417 人 - 世帯数: 16,765 世帯 - 家族数: 12,188 家族 - 人口密度: 28人/km2（71人/mi2） - 住居数: 19,191 軒 - 住居密度: 12軒/km2（30軒/mi2） 人種別人口構成 - 白人: 96.06% - アフリカン・アメリカン: 0.30% - ネイティブ・アメリカン: 1.51% - アジア人: 0.26% - 太平洋諸島系: 0.02% - その他の人種: 0.21% - 混血: 1.64% - ヒスパニック・ラテン系: 0.59% 先祖による構成 - フランス系カナダ人：18.0% - フランス系：17.8% - アメリカ人：17.4% - イギリス系：12.8% - アイルランド系：9.8% 言語による構成 - 英語：94.2% - フランス語：4.8% | 年齢別人口構成 - 18歳未満: 28.1% - 18-24歳: 7.0% - 25-44歳: 31.4% - 45-64歳: 22.5% - 65歳以上: 11.0% - 年齢の中央値: 36歳 - 性比（女性100人あたり男性の人口） - 総人口: 98.5 - 18歳以上: 95.9 世帯と家族（対世帯数） - 18歳未満の子供がいる: 37.7% - 結婚・同居している夫婦: 58.4% - 未婚・離婚・死別女性が世帯主: 9.9% - 非家族世帯: 27.3% - 単身世帯: 20.6% - 65歳以上の老人1人暮らし: 8.4% - 平均構成人数 - 世帯: 2.67人 - 家族: 3.08人 収入と家計 - 収入の中央値 - 世帯: 41,569米ドル - 家族: 46,733米ドル - 性別 - 男性: 32,009米ドル - 女性: 24,078米ドル - 人口1人あたり収入: 17,816米ドル - 貧困線以下 - 対人口: 9.0% - 対家族数: 7.0% - 18歳未満: 10.4% - 65歳以上: 10.3% |

2000年の報告によれば、郡内で信徒数の多い宗教会派は、カトリック、メインラインプロテスタント、東方正教会である。カトリックの信徒数は 16,280人、ユナイテッド・メソジスト教会が 2,674 人と続き、ギリシャ正教バシルプリス大教区は 1,720 人だった。

## 政治
| 年     | 民主党       | 共和党      |
| ------ | ------------ | ----------- |
| 2012年 | 60.6% 12,057 | 37.2% 7,405 |
| 2008年 | 61.4% 13,179 | 36.6% 7,853 |
| 2004年 | 53.2% 10,598 | 44.9% 8,936 |
| 2000年 | 49.6% 9,514  | 43.7% 8,395 |

## 経済
2009年、州内1,078の酪農家の内、郡内には239軒があり、最も多い郡だった。

## 都市と町
| - ベイカーズフィールド町 - バークシャー町 - イーノスバーグ町 - イーノスバーグ村* - フェアファックス町 - フェアフィールド町 - フレッチャー町 - フランクリン町 | - ジョージア町 - ハイゲイト町 - モンゴメリー町 - リッチフォード町 - シェルドン町 - セントオールバンズ市 - 郡庁所在地 - セントオールバンズ町 - スワントン町 - スワントン村* |

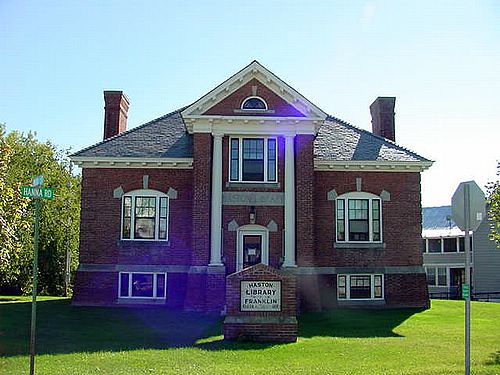
フランクリン図書館

*村は統計上の区分だが、それが属する町の別の政体ではない